# Japhetitentheorie

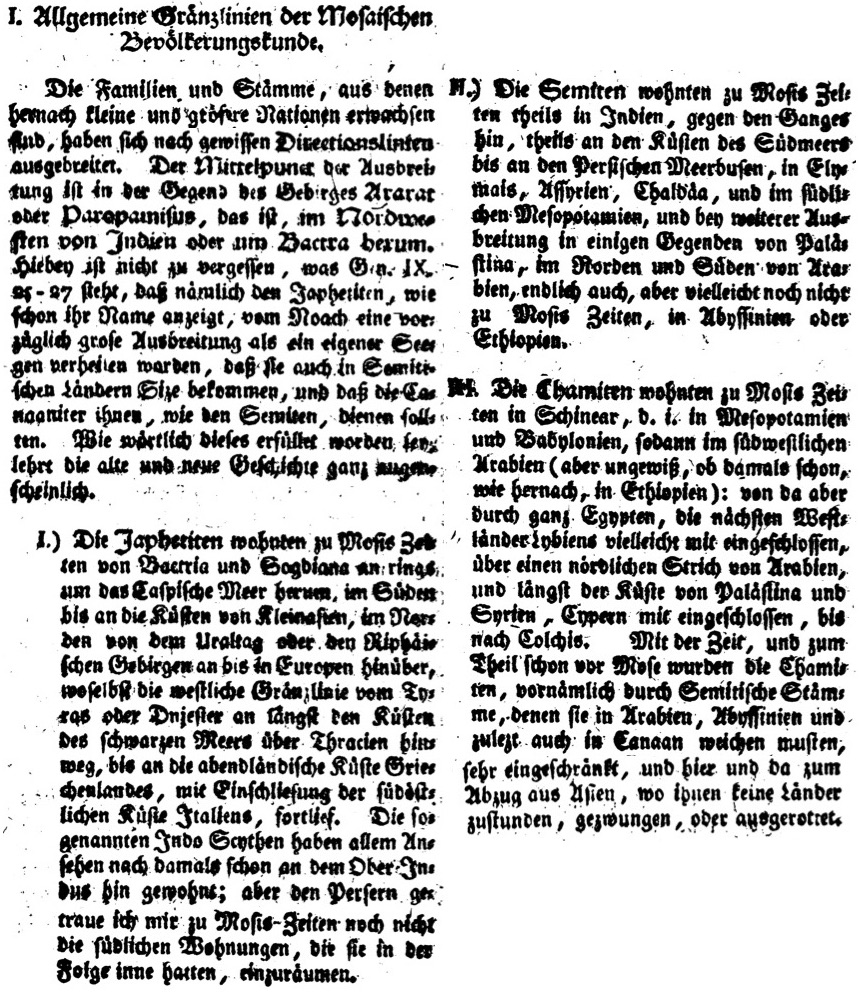
Eine frühe Darstellung der historischen Ethnologie von der Welt getrennt in der biblischen Völkertafel: Semiten, Hamitentheorie und Japhetitentheorie, 1771, Gatterer's Einleitung in die Synchronistische Universalhistorie

Die Japhetitentheorie (später Neue Lehre von der Sprache) ist eine heute überholte Theorie der Sprachwissenschaft, die von einer gemeinsamen Grundlage der kaukasischen und indogermanischen Sprachen sowie des Baskischen ausgeht.
Sie wurde vom russischen Sprachforscher Nikolai Jakowlewitsch Marr (1865–1934) entwickelt und war bis 1950 die offiziell akzeptierte Basis der sowjetischen Linguistik.

## Theoriegeschichtlicher Hintergrund
Die Japhetitentheorie entstand vor dem Hintergrund der Ende des 19. Jahrhunderts extrem eurozentrisch geprägten Indogermanistik und der Kolonialideologie des Imperialismus, der eine Rechtfertigungsideologie für die Hegemonie der Europäer in der Welt suchte und hierbei die Sichtweise entwickelte, dass die indogermanischen Völker in Zusammenhang mit dem Christentum historisch notwendig die höchste Kultur der Welt hervorgebracht hätten, was sie dazu legitimiere, die Geschicke der anderen Völker zu lenken.
Bereits seit dem 17. Jh. war es üblich, für angenommene populationsgenetische Zusammenhänge Etikettierungen aus dem Sintflutmythos und der Geschichte der Stämme Noahs zu verwenden, wie sie biblisch in der Völkertafel der Genesis überliefert werden (Semiten, Hamiten und andere).

Geographische Verteilung der Söhne und Enkel Noahs nach Flavius Josephus, c. 100 AD; Japhets Söhne in Rot dargestellt

Diese Japhetitentheorie bemüht die biblische These, dass die Nachfahren Japhets über den Kaukasus in westliche (Europa) und östliche Richtung (Ferner Osten) gewandert seien und sich dort verbreitet hätten. Auch Inder und Iraner gehörten zu dieser Sprachgruppe, hätten sich mit Völkern aus dem Orient vermischt, aber ihre Satemsprachen (Ostindogermanische Sprachen, von Satem=100) behalten.
Marr rechnete demnach die Kaukasischen, Turksprachen und indogermanischen Sprachen der Japhetitischen Sprache, einer gemeinsamen Metasprachfamilie, zu.

## Frühe sowjetische Japhetitentheorie
In sowjetischer Zeit trat der biblische Hintergrund zugunsten eines antiimperialistischen Ideologiegebildes zurück. Marr fiel in dieser Situation als einzigem Nichtindogermanisten bald die Rolle der Meinungsführerschaft zu.
In der sowjetischen Zeit wurde die Japhetitentheorie mit dem Namen Neue Lehre von der Sprache versehen und enthielt neben der ursprünglichen Kerntheorie noch folgende weitere Ideologiemodule:
- Überbauthese: Die Sprache ist als Überbauphänomen auf der Basis der Produktion und Produktionsverhältnisse anzusehen.
- Lehre vom Klassencharakter der Sprache: Die Sprache ist wie jedes Überbauphänomen klassenbedingt.
- Stadialtypologie: Die Sprachzustände lösen einander mit dem Wechsel der Gesellschaftsformationen ab. Die Theorie der Sprachfamilien müsse durch eine Theorie der Sprachstadien abgelöst werden. Jede Gesellschaftsstruktur bringt ein ihr entsprechendes Sprachstadium hervor. Auch der Kommunismus werde einen ihm entsprechenden völlig neuen Sprachzustand hervorbringen.
- Theorie vom einheitlichen glottogonischen Prozess: Die Entwicklungswege aller Sprachen sind gleich.
- Sprachkreuzungstheorie: Die Kreuzung von Sprachen ist hauptverantwortlich für die Divergenz nah verwandter Dialekte. Sprachen können sich nicht wie im Stammbaummodell voneinander abspalten, sondern nur miteinander kreuzen und dabei neue Sprachen hervorbringen. Dabei kann eine Sprache in einer sozialen Explosion sich bis zur Unkenntlichkeit verwandeln. So sei beispielsweise das im Kaukasus gesprochene Swanische eine in den japhetitischen Sprachzustand zurücktransformierte Sprache.
- Sprachpaläontologie/Vierelementenanalyse: Die Sprache hat ihren Ursprung in den Urlauten, die bei der menschlichen Arbeit ausgestoßen wurden. In allen Worten aller Sprachen lassen sich daher die vier Urelemente ber, jon, rosch, sal (englisch: ber, yon, rosh, sal)[3] nachweisen.

Den gesellschaftlichen Klassenzuständen entsprächen jeweilige Sprachzustände. So sei zum Beispiel das Lateinische als Sprache der Patrizier und nicht der Plebejer keine japhetitische Sprache, während sich beispielsweise in der Sprache der geknechteten baskischen Minorität das japhetitische Stadium erhalten habe.
Die Thesen Marrs wurden niemals durch Beweise oder kritischen Nachvollzug der Behauptungen untermauert, sondern bestachen die Nichtfachleute selbst innerhalb der Sprachwissenschaft durch ein immenses Datenmaterial aus einer Vielzahl exotischer Sprachen, sowie Unverständlichkeit und kaum nachvollziehbarem Springen zwischen verschiedenen theoretischen Annahmen.

## Syntaktische Stadialtypologie Meschtschaninows
Ab den 30er Jahren baute Iwan Iwanowitsch Meschtschaninow Marrs Japhetitologie auf der Basis syntaktischer Untersuchungen zu einem theoretisch anspruchsvolleren, aber immer noch unbefriedigenden Modell aus.
Innerhalb des einheitlichen glottogonischen Prozesses durchlaufen demnach die Sprachen folgende Sprachzustände:
- passiv: In diesem Stadium, das durch einen inkorporierenden Sprachbau gekennzeichnet ist (zum Beispiel in Indianersprachen), führe die kollektive Wahrnehmung zur zusammenfassenden Verallgemeinerung der Wesen und Gegenstände zu Gruppen, die als sprachliche Klassen zu bezeichnen sind. In diesem Zustand verschmelzen logisches Subjekt und Objekt, und die Welt wird vorgestellt als passiv durch ein mythologisches Subjekt gelenkt.
- ergativ: In diesem Übergangsstadium zum aktiven Sprachbau wird zunächst das handelnde Subjekt des transitiven Satzes aus dem inkorporativen Komplex herausgelöst und gesondert markiert. Vertreter dieses Typs seien die kaukasischen Sprachen, das Baskische und einige andere.
- aktiv: In diesem letzten Sprachstadium erscheint die Trennung in Nominativ- und Akkusativmarkierung auch für die intransitiven Aussagen endgültig vollzogen.

## Ende der Japhetitentheorie
In einem vielbeachteten Artikel in der Zeitung Prawda erklärte Stalin am 20. Juni 1950 die Japhetitologie Marrs für unmarxistisch. In der Folge wurde in der sowjetischen Sprachwissenschaft wieder verstärkt Methoden der junggrammatischen Schule angewandt.